# Villers-lès-Nancy
Villers-lès-Nancy är en kommun i departementet Meurthe-et-Moselle i regionen Grand Est (tidigare regionen Lorraine) i nordöstra Frankrike. Kommunen ligger i kantonen Laxou som tillhör arrondissementet Nancy. År 2022 hade Villers-lès-Nancy 14 938 invånare.

## Befolkningsutveckling
Antalet invånare i kommunen Villers-lès-Nancy
| Referens: INSEE |